# Josef Taller
Josef Taller (* 26. Mai 1787 auf dem Kreuzerhof in Tainach; † 8. April 1861 ebenda) war ein österreichischer Gutsbesitzer und Politiker.

## Leben
Taller war der Sohn des Gutsbesitzers Simon Jakob Taller (* 1743) und dessen Ehefrau Anna Maria geborene Zechner (* 1749, † 17. März 1789). Er war römisch-katholisch und mit Barbara Taller (1790–1864) verheiratet. Aus der Ehe ging ein Sohn hervor.
Taller war Besitzer des Gutes Kreuzerhofes. Später erwarb er das landtäfliche Gut Straßhof. Er war Ortsschulaufseher in Tainach.
In der Revolution von 1848/1849 im Kaisertum Österreich war er Anführer einer Bauerndeputation bei Kaiser Ferdinand in Innsbruck im Mai 1848. Vom 17. Juli 1848 bis zum 4. März 1849 war er Abgeordneter im Provisorischen Kärntner Landtag. Ab dem 6. September 1848 war er Mitglied des provisorischen Landtagsausschusses.